# Palazzo del Magnifico

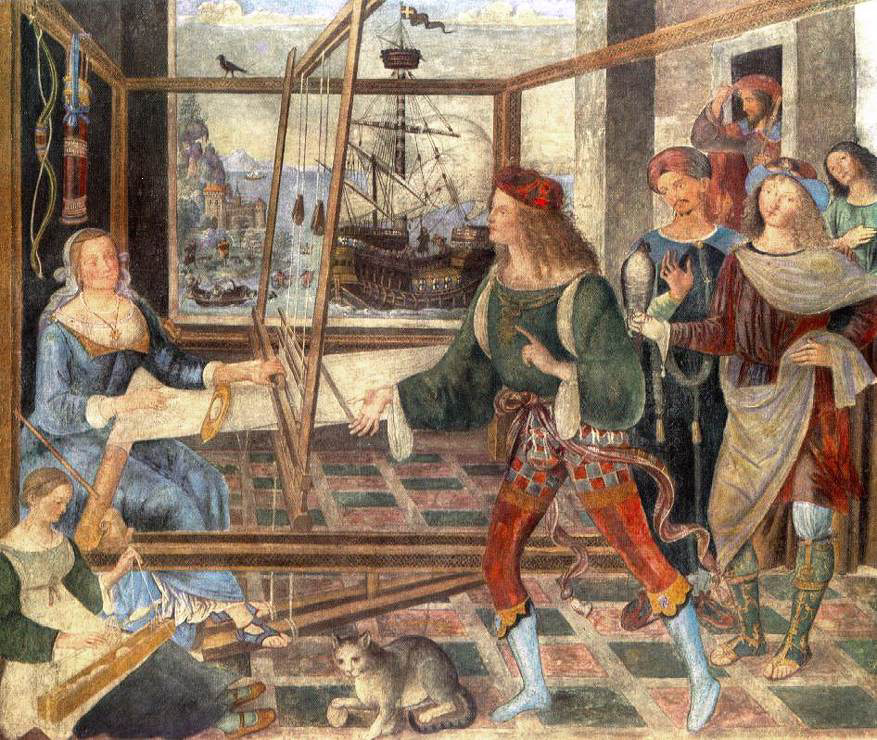
Pinturicchio, Ritorno di Ulisse

Soffitto del Salone del palazzo del Magnifico, Metropolitan Museum

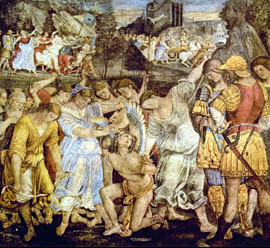
Luca Signorelli, Amore sconfitto e trionfo di Castità

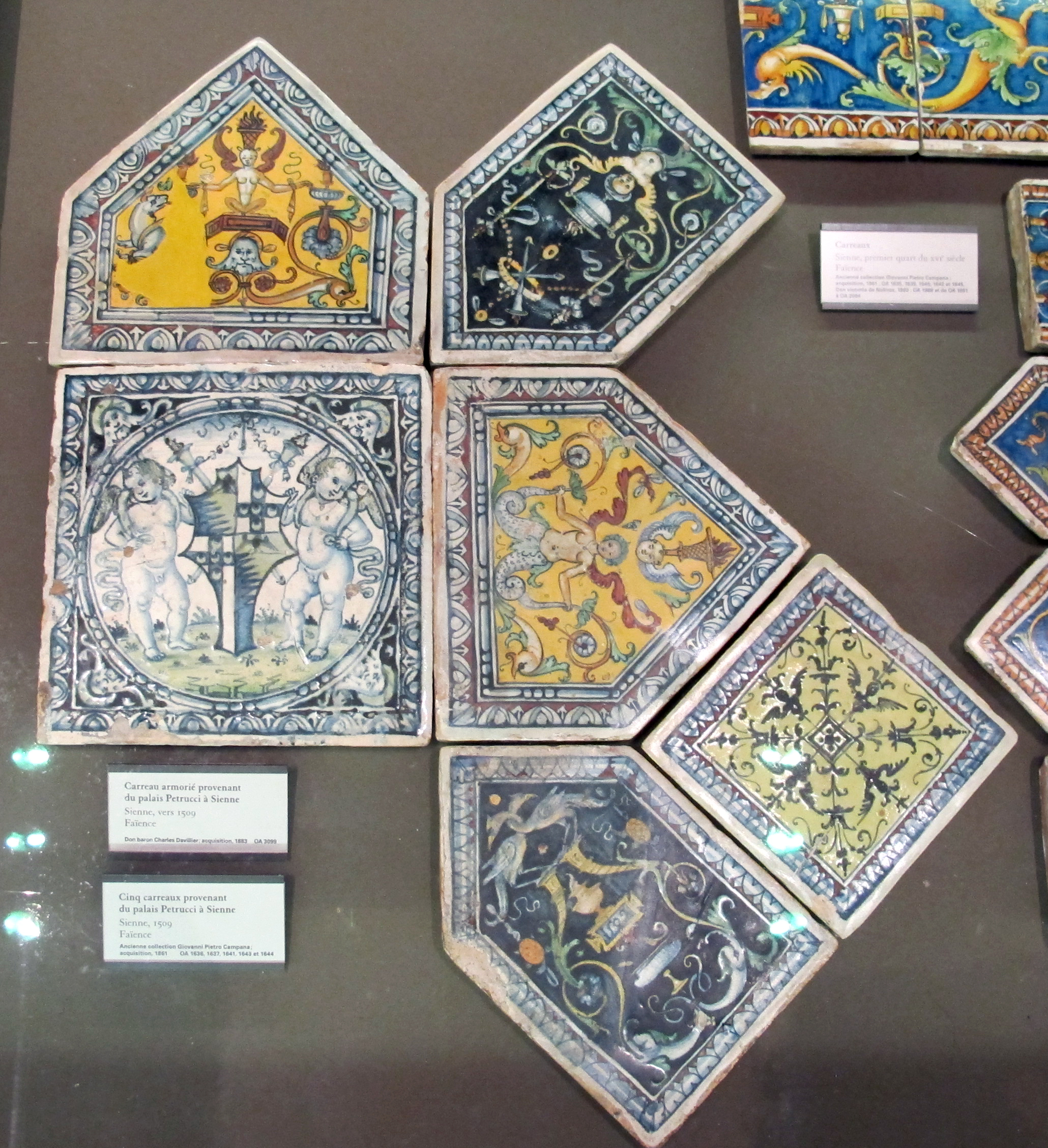
Mattonelle di maiolica dal palazzo, 1509

Il palazzo del Magnifico, residenza di Pandolfo Petrucci, si trova a Siena su piazza San Giovanni, angolo con via dei Pellegrini.

## Storia
Pandolfo Petrucci, ricchissimo aristocratico senese, fu signore "di fatto" della città dal 1487 al 1512, in contrapposizione con il potere della Signoria, che gli valse numerose inimicizie, anche violente, e accuse di tiranno. Nonostante ciò venne fregiato del titolo di Magnifico, per la sua opera di pacificazione delle fazioni cittadine, ispirandosi alla figura di Lorenzo il Magnifico a Firenze.
Il suo palazzo venne eretto nel 1508 da Domenico di Bartolomeo su disegno di Giacomo Cozzarelli e fu tra le più sfarzose dimore del tempo. La parte più straordinaria era il salone principale dove, sull'esempio di Lorenzo de' Medici che aveva riunito i più grandi pittori del suo tempo nella villa di Spedaletto, fece decorare il soffitto e le pareti dai migliori artisti attivi allora a Siena, tra cui Pinturicchio, Luca Signorelli e Girolamo Genga. L'occasione della decorazione, conclusa nel 1509, furono probabilmente le nozze in quell'anno del figlio primogenito Borghese con Vittoria Piccolomini, celebrate il 22 settembre.
Come la famiglia Medici, anche i Petrucci subirono sorti alterne, col figlio di Pandolfo, Borghese Petrucci, che venne cacciato dalla città pochi mesi dopo la morte del padre, nel 1512. A partire da quella data le preziose decorazioni degli interni subirono una progressiva dispersione, culminata con lo strappo degli affreschi e lo smantellamento delle decorazioni del salone, che oggi sono sparse in vari musei.

## Descrizione
La facciata era decorata da numerose campanelle e raffinati bracciali bronzei, che oggi sono ricoverati nel Palazzo Pubblico.
Il salone era un grande ambiente del piano nobile a base pressoché quadrata (6,74x6,29 cm), con un soffitto dipinto dal Pinturicchio e bottega in una serie di scomparti con scene mitologiche che rielaboravano lo schema della Volta dorata nella Domus Aurea, visitata personalmente da Pinturicchio durante i suoi trascorsi a Roma. Le pareti comprendevano otto scene affrescate, che oggi sono in parte perdute e in parte divise tra la Pinacoteca nazionale e musei stranieri. Le pitture erano completate da una struttura lignea tutt'intorno alle pareti intagliata dalla celebre bottega dei Barili e da piastrelle maiolicate a grottesche sul pavimento.
Nel complesso il tema della decorazione attingeva alla poesia epica, alla storia antica ed alla poesia trecentesca per trarne una serie di exempla di virtù civili e militari, tanto private quanto pubbliche, che ispirassero moralmente la coppia appena unita in matrimonio e celebrassero il committente.

### Soffitto del salone
Il soffitto del salone era diviso in riquadri da stucchi dorati, con pannelli figurati ad affresco di varie forme. Dal 1814 si trova nel Metropolitan Museum di New York. Al centro si trova lo stemma Petrucci entro una ghirlanda sorretta da quattro angeli svolazzanti tra nastri. Ai quattro lati dello scomparto centrale si appoggiano ovali con le scene del Ratto di Europa, Helle cavalca l'ariete, Ninfa a cavallo di un ippocampo e il Giudizio di Paride. A questi ovali corrispondono lungo i bordi altrettanti scomparti centinati, dei quali ne restano solo due con Ercole e Onfale e la Caccia al cinghiale Calidonio; dei restanti sono state trovate alcune tracce alla fine del XIX secolo. Tra gli ovali e i riquadri arcuati si trovano coppie di esagoni irregolari con Trionfi e altre scene con carri, in totale otto, tra cui si riconoscono i Trionfi di Alessandro Magno, di ignoto guerriero, il Ratto di Proserpina e i Trionfi di Cibele, Proserpina, Anfitrite e del Sole. Agli angoli infine si trovano quattro medaglioni entro riquadri decorati a grottesche, che ritraggono coppie e gruppi di personaggi mitologici: Bacco Sileno e Pan, Priapo Satiro e Ninfa, Venere e Cupido, le Tre Grazie .
L'insieme, sebbene aggiornato a schemi moderni, forniva un ricercato effetto antichizzante. Altre figure mitologiche si trovavano poi nei pennacchi, tra gli stucchi, assieme ad episodi di storia romana e aquile araldiche dei Petrucci.
Se l'invenzione è tutta riferita al Pinturicchio, la stesura pittorica venne probabilmente lasciata agli assistenti, come al solito, tra cui sicuramente il senese Pacchiarotto e forse il giovane Genga.

### Pareti del salone
La decorazione delle pareti è nota tramite le descrizioni settecentesche di Guglielmo Della Valle e di Giovanni Girolamo Carli. Negli anni 1840 gli affreschi vennero staccati entrando in parte nella collezione di Joly de Bammeville, che confluì nella National Gallery di Londra e in parte rimasero in città. Essi sono:
- Luca Signorelli, Amore sconfitto con trionfo di Castità, National Gallery (Londra)
- Pinturicchio, Ritorno di Ulisse, National Gallery (Londra)
- Pinturicchio o Luca Signorelli, Riconciliazione di Coriolano, National Gallery (Londra)
- Girolamo Genga, Riscatto dei prigionieri da parte del figlio di Fabio Massimo, Pinacoteca nazionale (Siena)
- Girolamo Genga, Fuga di Enea da Troia, Pinacoteca nazionale (Siena)
- Luca Signorelli, Calunnia di Apelle, perduto (coperto da un altro affresco)
- Luca Signorelli, Festino di Pan, perduto (coperto da un altro affresco)
- ?, Scipione e la fanciulla Celtiberiana

Il ciclo celebrava personalmente il Petrucci e la sua famiglia, ad esempio nella figura pacificatrice di Pan/Pandolfo. Le traversie degli eroi letterari inoltre trasponevano su un colto piano le sue traversie legate all'ostilità di Cesare Borgia, desideroso di conquistare Siena, superate solo nel 1503 grazie all'alleanza col re di Francia. Il Ritorno di Ulisse ad esempio allude al ritorno dall'esilio prima di Pandolfo e poi di suo figlio Borghese, mentre la Fuga di Enea rievoca nei personaggi virgiliani tre generazioni dei Petrucci. Il Riscatto dei prigionieri sembra un augurio che Borghese segua le virtuose orme del padre, così come a un tema dinastico allude anche la Riconciliazione di Coriolano. La Calunnia di Apelle ammonisce verso una buona amministrazione della giustizia e l'Amore sconfitto con il trionfo della Castità era un omaggio alla cerimonia nuziale con echi dei Trionfi petrarcheschi, così come il tema della Continenza di Scipione, tipica scena da cassone nuziale

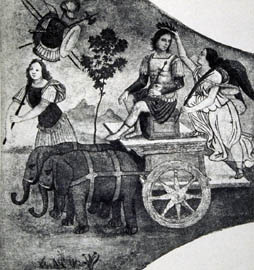
Trionfo di condottiero
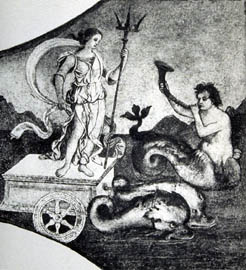
Trionfo di Anfitrite
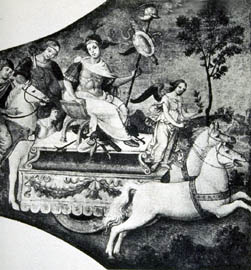
Trionfo di Cibele
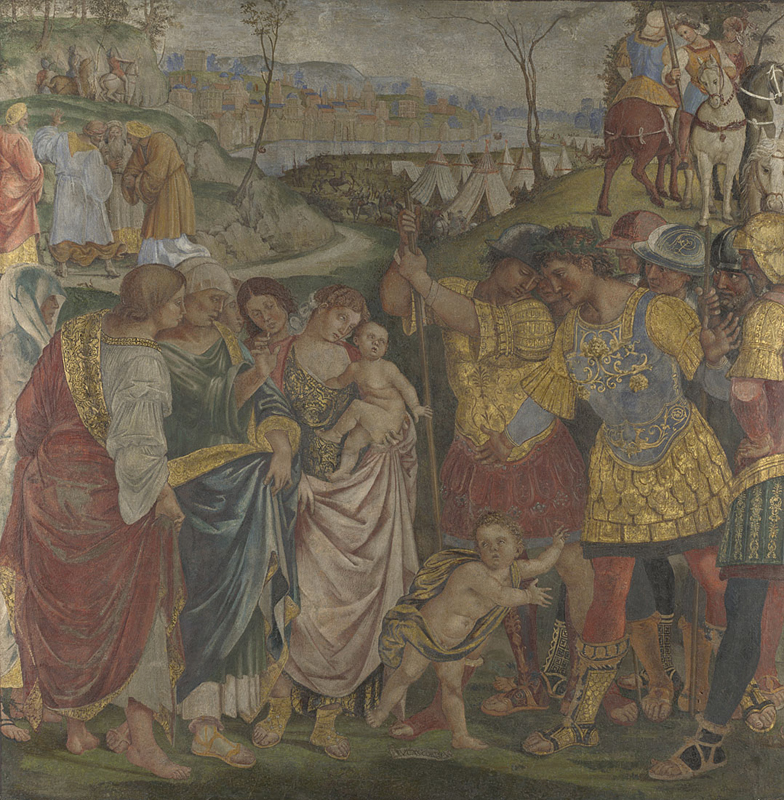
Luca Signorelli o Pinturicchio, Riconciliazione di Coriolano
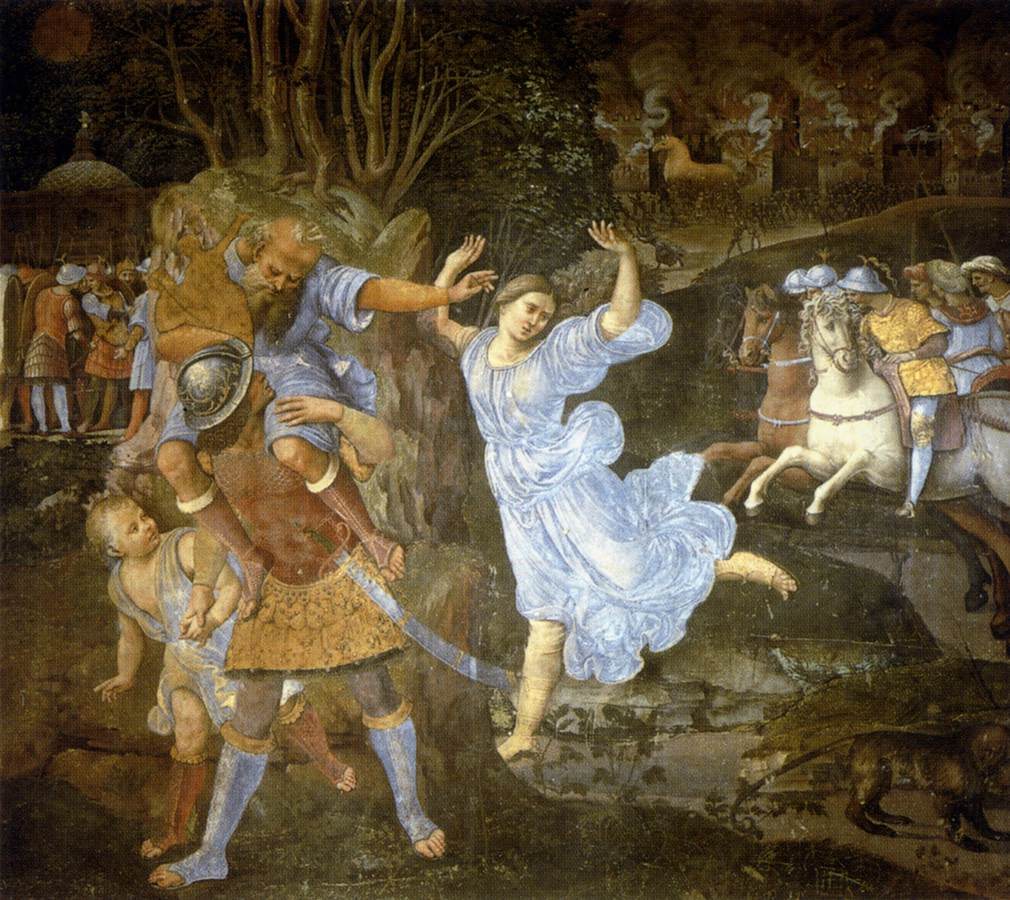
Girolamo Genga, Fuga da Troia
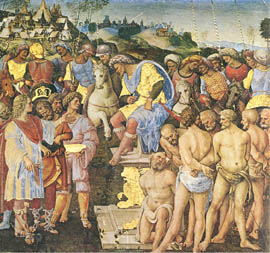
Girolamo Genga, Riscatto dei prigionieri